# 安東長義
安東 長義（あんどう ながよし、1888年5月 - 1958年12月19日）は、日本の実業家。伝道師。

## 経歴
鹿児島県、現在の鹿児島市で生まれ、旧姓は蓑田。兄が留岡幸助と親しかった縁で、留岡の人格とキリスト教の教えに惹かれ、彼の母校である同志社大学神学部に進学。同大卒業後、1918年（大正7年）日本組合浪花基督教会（現日本基督教団浪花教会）の伝道師となり、医学薬学関係情報の出版社「薬石日報社」に入社。社主・安東忠次郎の長女と結婚し、ここで姓を安東とした。
出版社を経営する傍ら、母校である同志社の理事や、留岡の設立した非行少年のための感化教育を行う施設である感化院に設けられた「家庭学校」の「根岸家庭学園」（1915年に移転して現、横浜家庭学園）の活動に携わる。また同志社大学図書館に寄贈した伝記類、人物評論を中心とした825冊は「安東偉人文庫」として所蔵されている。
1946年（昭和21年）に行われた第22回衆議院議員総選挙に京都府選挙区から無所属で出馬するも落選。土地家屋を手放す。
晩年は同志社の嘱託として、大津市にあった「同志社ハウス」管理人となった。1958年、脳血栓のため死去。

## 著作
- 『明治大正日本薬学史』安東長義編、古賀惣五郎著、1937年
- 『留岡幸助君古希記念集』留岡幸助君古希記念事務局、1933年（安東長義「予の巣鴨時代を想う」収載）
- 『留岡幸助永眠十周年山室軍平永眠三周年追憶記念集』岡山県社会事業協会、1944年（安東長義「留岡先生を偲びて」収載）